# 미라빌리아 우르비스 로마이

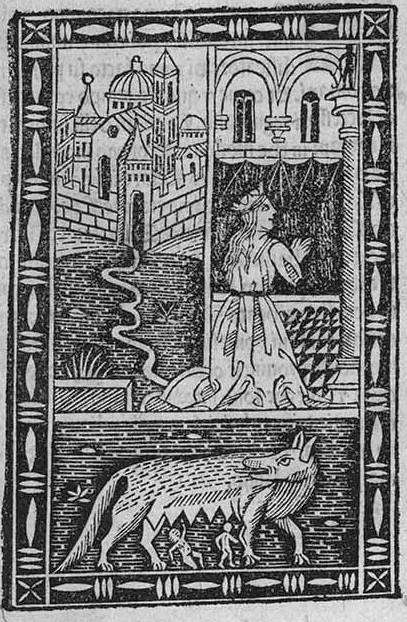
1499년판 삽화

미라빌리아 우르비스 로마이(라틴어: Mirabilia Urbis Romae, 로마 시의 경이로움)는 중세의 라틴어 서적으로, 이탈리아 로마를 방문하는 순례자와 여행객을 대상으로 도시를 소개하는 안내서이다. 여러 세대에 걸쳐 수많은 판본이 나왔는데, 원본은 성 베드로 교회의 정본에 따라 쓰여진 것으로 그 연대는 1140년대로 거슬러 올라간다. 이후 수많은 사본을 통해 내용이 살아남았으며, 15세기까지 로마의 표준 가이드북 역할을 하였다.

## 내용
책에서는 로마의 여러 건축물과 명소를 소개하면서 그 역사는 물론 전승과 전설도 소개하고 있다. 1913년 가톨릭 백과사전은 이 책에 대해 "도시의 내력에 대한 매우 정확한 지식에만 그치지 않고, 로마의 대표 건축물을 서술하는 과정에서 적잖은 창의력을 무명의 저자가 보여주고 있다"고 소개하고 있다.
이 책이 집필될 당시 로마 시는 고대 로마의 제국 수도로부터 쇠락하여, '아비타토' (abitato)라는 주민 거주 구역은 테베레강 굽이에 위치하여 고대 로마의 성벽과 대문으로 둘러쌓인 조그만 도시로 변모하였다. 옛 신전과 목욕탕의 폐허가 즐비한 가운데 소와 양, 염소가 풀을 뜯는 들판이 널려 있었으며 도심지였던 로마 포룸은 '암소의 목초지' (Campo Vaccino)라는 이름으로 불렸다.

## 후대의 판본과 소개
12세기에 처음 출간된 이래 교황 보니파시오 8세 (1294년~1303년)부터 요한 22세 (1316년~1334년)대에 이르기까지 여러 세월에 거쳐 내용이 수정되고 덧붙여졌다. 한동안 의심할 여지 없이 널리 읽혔던 이 책은 15세기 르네상스 관점에서 새로운 서적 두 권이 출판되면서 대체되기 시작하였다. 하나는 1433년경에 쓰여진 레온 바티스타 알베르티의 <로마 시의 소개> (Descriptio urbis Romae)였고, 다른 하나는 1444년에 필사본으로 출간되었다가 1481년부터 인쇄판이 나온 플라비오 비온도의 <로마의 성립> (Roma instaurata)였다.

## 목차
미라빌리아 우르비스 로마이의 목차는 다음과 같다. 목차의 소개는 <리베르 센숨> (중세 교황청의 인구조사)에서 따 왔다.
- De muro urbis (도시의 성벽에 관하여)
- De portis urbis (도시의 대문)
- De miliaribus (이정표)
- Nomina portarum (대문의 명칭)
- Quot porte sunt Transtiberim (티베르강 너머에 몇 개의 대문이 있는가)
- De arcubus (개선문)
- De montibus (언덕)
- De termis (목욕탕)
- De palatiis (궁전)
- De theatris (극장)
- De locis qui inveniuntur in sanctorum passionibus (성도들의 수난에 언급된 장소들)
- De pontibus (다리)
- De cimiteriis (묘지)
- De iussione Octaviani imperatoris et responsione Sibille (옥타비아누스 황제의 질문과 시빌의 대답)
- Quare facti sunt caballi marmorei (말 대리석상이 만들어진 이유)
- De nominibus iudicum et eorum instructionibus (재판관의 이름과 명령)
- De columna Antonii et Trajani (안토니누스와 트라야누스의 원주)
- Quare factus sit equus qui dicitur Constantinus (기마상이 만들어진 이유, 콘스탄티누스의 이름)
- Quare factum sit Pantheon et postmodum oratio B. (판테온이 세워진 이유와 이후의 연설)
- Quare Octavianus vocatus sit Augustus et quare dicatur ecclesia Sancti Petri ad vincula ( 옥타비아누스가 아우구스투스라고 불린 이유와 쇠사슬의 성 베드로 교회가 그렇게 불린 이유)
- De vaticano et Agulio (바티칸과 바늘)[1]
- Quot sunt templa trans Tiberim (티베레강 너머에 있는 신전의 수)
- Predicatio sanctorum (성도의 설교)

## 같이 보기
- 데 미라빌리부스 우르비스 로마이 - 로마의 장관에 대해 소개한 중세 서적